# استونی در المپیک تابستانی ۱۹۹۶
استونی در بازی‌های المپیک تابستانی ۱۹۹۶ که در شهر آتلانتا، ایالات متحده آمریکا برگزار شده با ۴۳ ورزشکار شامل ۳۵ مرد و ۸ زن در سیزده رشته ورزشی شرکت کرده‌است. استونی در این دوره از بازی‌ها موفق به کسب مدالی نشد.